# Cubillas de Rueda
Cubillas de Rueda là một đô thị trong tỉnh León, Castile và León, Tây Ban Nha. Theo điều tra dân số 2004 (INE), đô thị này có dân số là 594 người.